# 西部開拓史 (1962年の映画)
『西部開拓史』（せいぶかいたくし、How the West Was Won）は、1962年のアメリカ映画。
アメリカ西部開拓時代の1839年から1889年までの50年間を、ある開拓一家の視点から描いた叙事詩映画である。全5話に分かれている。
ヘンリー・ハサウェイ（5章のうち3章）、ジョン・フォード、ジョージ・マーシャルが監督し、バーナード・スミスが製作、ジェームズ・R・ウェッブ脚本、スペンサー・トレイシーがナレーションを担当している。
親子3代にわたる西部での生涯を描いた、西部劇映画の集大成的存在でもある。また、それまで様々な西部劇映画に出演したスター級の豪華俳優陣が端役に至るまで数多くキャスティングされている。

## ストーリー

### 第1話The Rivers（河、1830年代末）
監督：ヘンリー・ハサウェイ

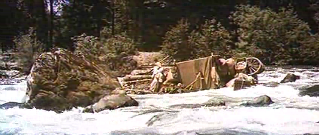
急流に呑まれるプレスコット家のイカダ。

東部の農夫ゼブロン・プレスコットは西部の地に妻と子供たちを連れて開拓民としてやって来る。旅の途中でプレスコット家はマウンテンマン（罠猟師）のライナス・ローリングスと出会う。長女イヴはライナスに一目惚れする。
プレスコット家は旅の途中で河賊に襲われるが、ライナスに助けられる。イヴは改めてライナスに愛を告げるが、一つ所にとどまる生活など考えられないライナスはイヴに別れを告げる。しかし、河下りでイカダが急流に呑み込まれ、ゼブロンと妻レベッカが亡くなると、それを聞いたライナスがイヴの前に現れる。2人はイヴの両親が眠る地で開拓民として生きることを誓う。

### 第2話The Plains（平原、1850年代）
監督：ヘンリー・ハサウェイ

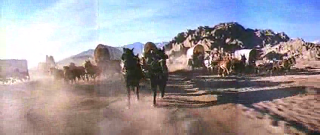
シャイアン族に襲われる幌馬車隊。

プレスコット家の次女リリーは酒場の歌手兼ダンサーとなる。ある日、リリーはパトロンから遺産として金鉱を相続する。それを盗み聞きしたギャンブラー、クリーヴ・ヴァン・ヴェイレンは金鉱を手に入れようとリリーに近づく。
リリーは金鉱のある西に向かうために、ロジャー・モーガンが率いる幌馬車隊に加わる。クリーヴは護衛として雇われる。旅の途中でクリーヴはリリーに言い寄る。幌馬車隊がシャイアン族に襲われる。クリーヴが大けがをして戻ってくると、リリーは思わずクリーヴを抱きしめる。
金鉱にやって来たリリーとクリーヴは、既に金鉱が掘り尽くされ、もはや何の価値もなくなっていることを知る。クリーヴはリリーのもとを去り、元の生活に戻る。
ある日、クリーヴは蒸気船の歌手になっていたリリーの歌声を聞く。彼女の前に現れたクリーヴは2人で新しい都市サンフランシスコで運を試そうと持ちかける。リリーはその申し出を受け入れる。

### 第3話The Civil War（南北戦争、1861年-1865年）
監督：ジョン・フォード

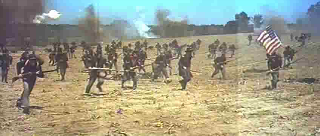
アメリカ南北戦争

ライナスとイヴの間に生まれた長男ゼブは、北軍大尉として従軍中の父の後を追って志願兵として戦場に向かう。
しかし、戦場のあまりの悲惨さに戦争に加わることの意味が分からなくなったゼブは南軍から逃げて来た脱走兵にそそのかされ、共に戦場を逃げ出す。ところが、目の前にグラント将軍がいることを知った南軍脱走兵がグラント将軍を撃とうとしたために、ゼブはとっさにその脱走兵を殺してしまう。
戦争が終わり、家に戻ったゼブは父が戦死し、その後を追うように母も亡くなっていたことを知る。農場を弟にまかせ、ゼブは正規の軍人として軍に残ることを決める。

### 第4話The Railroad（鉄道、1868年）
監督：ジョージ・マーシャル

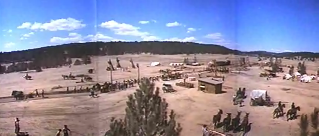
大陸横断鉄道敷設工事。

ゼブは大陸横断鉄道の東側からの工事を先住民から守る騎兵隊の隊長となる。工事を指揮するユニオン・パシフィック社のマイク・キングの、何よりも工事を優先する姿勢にゼブは反発を覚える。ある日、ゼブは亡父ライナスの友人だった野牛狩りの男ジェスロ・スチュアートと出会う。
キングが、最短距離で工事を速く進めるために先住民の土地を通る経路に変更したことから、先住民との対立が深まる。戦争になることを避けるため、ゼブはジェスロの協力のもと、先住民と和解する。
しかし、キングが資金確保のために既設の鉄道で開拓民や狩猟者らを運ぶようになると、自らの土地を奪われると感じた先住民は怒り、野牛の大群を放つ。ゼブは騎兵隊の仕事を辞め、西に旅立つ。

### 第5話The Outlaws（無法者、1880年代末）
監督：ヘンリー・ハサウェイ

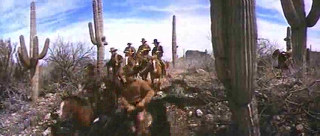
列車強盗を企む無法者たち。

クリーヴと結婚して財産を築いたリリーだったが、夫婦で浪費を繰り返したために借金がかさむ。クリーヴの死後、リリーは借金返済のために屋敷や家財の全てを売り払う。唯一残ったアリゾナの土地に移り住むことにしたリリーは、その土地を甥ゼブに任せることにする。
一方、保安官となっていたゼブは叔母リリーとの再会もつかの間、かつて撃ち殺した無法者の弟でゼブに恨みを持つチャーリー・ギャントと出くわす。友人の保安官ルー・ラムゼーからギャントとトラブルを起こすなとクギを刺されたゼブだったが、家族を守るためにはギャントを合法的に「始末」するしかない。ギャントらが金塊を積んだ列車を襲うと睨んだゼブは、武器を持って列車に乗り込む。最初は反対していたルーもゼブに味方し、列車に乗る。
ゼブの予想通り、ギャントら一味が列車を襲う。激しい銃撃戦の末、ギャントらを倒したゼブは家族とともにリリーの土地に向かう。

## キャスト
※括弧内は日本語吹替（初回放送1974年10月16、23日『水曜ロードショー』）
第1話 The Rivers（河、1830年代末）
- ゼブロン・プレスコット - カール・マルデン（大滝秀治）： 東部から家族を連れて開拓民としてやって来た農夫。
- レベッカ・プレスコット - アグネス・ムーアヘッド（京田尚子）： ゼブロンの妻。
- イヴ・プレスコット - キャロル・ベイカー（伊藤栄子）： 長女。農家の妻になると考えている。ライナスに一目惚れする。
- リリス（リリー）・プレスコット - デビー・レイノルズ（神保共子）： 次女。東部に戻りたがっている。
- ライナス・ローリングス - ジェームズ・スチュアート（佐竹明夫）： マウンテンマン（罠猟師）。根無し草の生活を送っている。
- ジェブ・ホーキンス大佐 - ウォルター・ブレナン（槐柳二）： 川岸で開いている店の主人。正体は河賊。
- ドーラ・ホーキンス - ブリジット・バズレン： ホーキンス大佐の娘。色仕掛けで客を騙して殺す。
- ホーキンスの手下 - リー・ヴァン・クリーフ（青野武）

第2話 The Plains（平原、1850年代）
- リリス（リリー）・プレスコット - デビー・レイノルズ（神保共子）： セントルイスの酒場の歌手兼ダンサー。
- クリーヴ・ヴァン・ヴェイレン - グレゴリー・ペック（小林勝彦）： ギャンブラー。借金返済のためにリリーが相続した金鉱を狙う。
- アガサ・クレッグ - セルマ・リッター（河村久子）： 結婚相手を探しに西部に向かう女性。リリーの金鉱への旅に同行することになる。
- ロジャー・モーガン - ロバート・プレストン（織本順吉）： 幌馬車隊の隊長。リリーに想いを寄せる。

第3話 The Civil War（南北戦争、1861年-1865年）

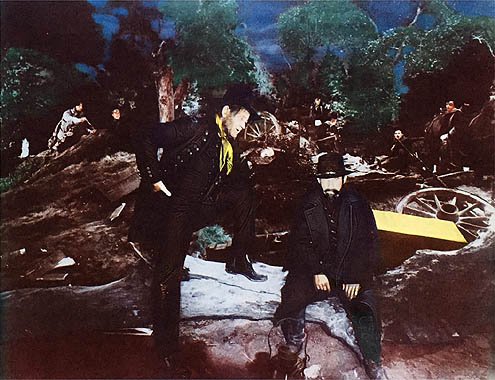

- ゼブ・ローリングス - ジョージ・ペパード（大林隆介）： イヴとライナスの間に生まれた長男。南北戦争に北軍兵として志願する。
- イヴ・プレスコット - キャロル・ベイカー（東恵美子）： ゼブの母親。夫が戦死した数年後に亡くなる。
- ウィリアム・シャーマン将軍 - ジョン・ウェイン（小林昭二）
- ユリシーズ・グラント将軍 - ハリー・モーガン（大木民夫）
- エイブラハム・リンカーン大統領 - レイモンド・マッセイ
- パターソン伍長 - アンディ・ディヴァイン（八奈見乗児）： イヴにリリーからの手紙を届ける。
- 南軍の脱走兵 - ラス・タンブリン： 戦場で出会ったゼブを誘って逃げようとするがグラント将軍を撃とうとしたためにゼブに殺される。

第4話 The Railroad（鉄道、1868年）
- ゼブ・ローリングス - ジョージ・ペパード（横内正）： 大陸横断鉄道の東側からの工事を先住民からの攻撃から守る騎兵隊の隊長。
- マイク・キング - リチャード・ウィドマーク（日下武史）： 工事を指揮するユニオン・パシフィック社の男。
- ジェスロ・スチュアート - ヘンリー・フォンダ（細川俊夫）： 野牛狩りの男。ゼブの父ライナスの友人。

第5話 The Outlaws（無法者、1880年代末）
- ゼブ・ローリングス - ジョージ・ペパード（横内正）： 保安官。
- ジュリー・ローリングス - キャロリン・ジョーンズ： ゼブの妻。
- リリス（リリー）・プレスコット - デビー・レイノルズ（関弘子）： ゼブの叔母。唯一残った財産であるアリゾナの土地をゼブに任せる。
- ルー・ラムゼー保安官 - リー・J・コッブ（藤本譲）： ゼブの友人。ゼブにギャントらとトラブルを起こさないようにクギを刺す。
- チャーリー・ギャント - イーライ・ウォラック（大木民夫）： かつてゼブに兄を殺された無法者。ゼブを恨んでいる。
- ギャントの手下 - ハリー・ディーン・スタントン

その他
- ナレーター - スペンサー・トレイシー（松下達夫）

## 音楽
アルフレッド・ニューマンが作曲・指揮した。サウンドトラックアルバムは、MGMレコードから発売された。。

## 評価
Rotten Tomatoesでは93%の支持率である。また、本作の音楽はアメリカン・フィルム・インスティチュートが選ぶ映画音楽ベスト100で25位となっている。
1997年にアメリカ国立フィルム登録簿に登録された。

### 受賞・ノミネート
| 映画祭・賞         | 部門                       | 候補 | 結果       |
| ------------------ | -------------------------- | --- | ---------- |
| 第36回アカデミー賞 | 作品賞                     | | ノミネート |
| 第36回アカデミー賞 | 脚本賞                     | ジェームズ・R・ウェッブ | 受賞       |
| 第36回アカデミー賞 | 撮影賞（カラー）           | ウィリアム・H・ダニエルズ ミルトン・クラスナー チャールズ・ラング・Jr ジョセフ・ラシェル                                     | ノミネート |
| 第36回アカデミー賞 | 作曲賞                     | アルフレッド・ニューマン ケン・ダービー                                                                                      | ノミネート |
| 第36回アカデミー賞 | 美術監督・装置賞（カラー） | ジョージ・W・デイヴィス ウィリアム・フェラーリ エディソン・ハー ヘンリー・グレイス ドン・グリーンウッド・Jr ジャック・ミルズ | ノミネート |
| 第36回アカデミー賞 | 衣装デザイン賞（カラー）   | ウォルター・プランケット | ノミネート |
| 第36回アカデミー賞 | 音響賞                     | フランクリン・E・ミルトン | 受賞       |
| 第36回アカデミー賞 | 編集賞                     | ハロルド・F・クレス | 受賞       |